# Sekule
Sekule é um município da Eslováquia, situado no distrito de Senica, na região de Trnava. Tem 23,492 km² de área e sua população em 2019 foi estimada em 1782 habitantes.

## Demografia
| Ano:        | 1994 | 2004   | 2014   | 2024   |
| ----------- | ---- | ------ | ------ | ------ |
| Broj ljudi: | 1578 | 1633   | 1738   | 1724   |
| Razlika:    |      | +3,48% | +6,42% | -0,80% |

| Ano:               | 2023 | 2024   |
| ------------------ | ---- | ------ |
| Número de pessoas: | 1732 | 1724   |
| Diferença:         |      | -0,46% |